# جانب النجوم
جانب النجوم مكان خيالي في سلسلة ما وراء الطبيعة للكاتب المصري أحمد خالد توفيق. من جانب النجوم تأتي معظم الشرور إلى الأرض، وفيه تقطن المخلوقات التي يُفترض أنها مخلوقات خيالية عرفها البشر في صورتها الحقيقية، ففي جانب النجوم هناك مصاصو الدماء الذين عرفهم البشر في صورتهم البشرية أمثال فلاد الوالاشي، وفيه يقطن المستذءبون في صورتهم الأساسية الأكثر بشاعة وإرعاباً. تحدث الكاتب عن جانب النجوم في عدة أعداد من سلسلته، حتى زاره رفعت إسماعيل في العدد الخمسين من السلسلة الذي حمل اسم في جانب النجوم.

## أصل حكاية جانب النجوم
يقول الكاتب أن حكاية جانب النجوم حقيقية، وأن هناك أسطورة في رومانيا تتحدث عن المكان الذي تعبر منه الشرور إلى الأرض. في أسطورة رجل الثلج، يشير المؤلف إلى احتمال قدوم الياتي أو المي-جي من جانب النجوم، رغم اختلاف رجال الثلوج عن الصورة المطلقة للشر في جانب النجوم.
بالإضافة إلى كونه مقراً للشرور في صورتها الأصلية، فإن جانب النجوم يخدم أحياناً كمحكمة خوارقية للخاطئين من البشر الذين تقودهم خطاهم إلى جانب النجوم، حيث يُجبرون على الاعتراف بخطاياهم موعودين بالخلود في جانب النجوم إن ثبت شرهم. في النهاية، فإن سادة النجوم يرفضون قبول أي بشري بينهم، وينتهي الخاطئون دوماً بالموت على يد أحد شياطين جانب النجوم.

## طبيعة جانب النجوم

### المكان
يرتبط جانب النجوم بالعالم الأرضي عن طريق مجموعة ثغرات توجد في معظم أقطار العالم. في رومانيا توجد سبع ثغرات، بينما توجد ثغرة واحدة مؤكدة في مصر، وثغرة أخرى تسمح بالعبور إلى جانب النجوم يُفترض أن صانعها هو د. لوسيفر - العامل المضاد في السلسلة - ليستقدم رفعت إسماعيل إلى جانب النجوم.
ويتميز المكان بانتشار لون الإكليديس، الذي كان يصفه رفعت إسماعيل بأنه درجة من اللون الأزرق لكنها لا تشبه أي أزرق رآه على وجه البسيطة، ومن خلال هذا اللون لاتميز ما هو تحتك مما هو حولك مما هو فوقك، فثمة أرضية تمشي عليها وسقف وجدران تحيط بك لكنك لا تميزها، ربما لأن الضوء والظلال وما تبرزه من تجسيم معالم الأشياء ثلاثية الأبعاد لا يحدث هذا في ذلك المكان.

### الزمان
ثغرات جانب النجوم ليست مكانية فقط، بل إنها زمانية أيضًا، ففي رواية في جانب النجوم يتعرض رفعت إسماعيل إلى محاكمة من مسوخ ذلك العالم مع رجال ونساء ومراهقين من أماكن وأزمان مختلفة، وكل من حضر منهم لم يعش في جانب النجوم أكثر من الآخرين بل هم انتقلوا في أزمان مختلفة ليتقابلوا في زمن واحد.. وكأن الإحساس بالزمن ينعدم كلية في جانب النجوم.

## مسوخ جانب النجوم
كلها ذات أشكال بشعة وشيطانية منهم من تحتوي أجسادهم على بقايا هياكل عظمية بشرية، منهم من يشتعل نيرانًا، منهم من هو مكون من أشلاء أو رؤوس مقطعة، منهم من يتمتع بدستة من الأعين ومنهم من لا عين له، منهم من له عدة أذرع وعدة أرجل، منهم من يزحف زحفًا، منهم من تشتت أعضاءه أرضًا وتفر منه.. أي أنها مسوخ فعلية، يمكن مشاهدة نماذج لهذه المخلوقات عن طريق الكتابة في محرك بحث قوقل (كتاب العزيف) .

### أهم مسوخ جانب النجوم
وهم المسوخ الأقوى والأكبر تأثيرًا وهم :
- سجفريد الأميدي : يبدو أنه كبيرهم، فهو كان الآمر الناهي، وصاحب الكلمة الأولى والأخيرة هناك، لكن يبدو أنه ورغم شخصيته الكاسحة فإنه يخضع لتأثير د. لوسيفر.
- فلاد الوالاشي : من اسمه يدل أنه نسبة إلى مقاطعة والاشيا في رومانيا، وهو أضخم وأكبر الوحوش المصاصة للدماء، ويقال أنه كان هو الكونت دراكيولا نفسه، ويستطيع بأساليب مختلفة تحويل البشر إلى مصاصي دماء، وقد خاض معه رفعت إسماعيل مواجهة قوية وغير مباشرة في العددين 34 و35 من ماوراء الطبيعة (سلسلة) تحت اسمي أسطورة الشاحبين وأسطورة دماء دراكيولا، حيث حرمه من الوصول إلى عالم البشر، خصوصًا بعد أن نجح نجاحًا شبه كامل في تحويل قرية رومانية إلى قرية من مصاصي الدماء.

## رفعت إسماعيلوجانب النجوم
سمع رفعت إسماعيل عن جانب النجوم باعتبار معرفته المسبقة عن مصاصي الدماء وما قرأه وخاضه معهم، لكنه لم يحتك بهذا العالم احتكاكًا مباشرًا إلا في روايات :
- 34 أسطورة الشاحبين : القرية الرومانية التي تحول أهلها جميعًا إلى مصامي دماء لوجود ثغرة من جانب النجوم بها.
- 35 أسطورة دماء دراكيولا : كيف أوقف رفعت إسماعيل عملية وصول فلاد الوالاشي إلى الأرض.

وفي هاتين الروايتين يرى رفعت إسماعيل جانب النجوم من الخارج فقط.
- 43 أسطورة طفل آخر: طفل ممسوس من أقارب رفعت إسماعيل يمر بتجربة رهيبة في بيت مهجور يكتشف في النهاية أن البيت المهجور مقام على ثغرة من جانب النجوم.
- 50 في جانب النجوم : الرواية تدور حول المحاكمة التي خاضها رفعت إسماعيل في ذلك المكان الرهيب والذي جاء إليه بتدبير من د. لوسيفر.

### مع جانب النجوم خارج السلسلة
- 36 ما أمام الطبيعة من سلسلة فانتازيا : مغامرة أسطورة الـ.... التي خاضتها عبير عبد الرحمن مع رفعت إسماعيل كانت في أمريكا حول محل لبيع أشرطة الفيديو مبني أمام ثغرة لجانب النجوم.
- سلسة مقالات «بص وطل» من مدونة د.احمد خالد توفيق http://aktowfik.blogspot.com/2012/05/1.html#more

## كيفية الانتقال إلى جانب النجوم
تختلف عمليات الانتقال من وقت إلى آخر في الثغرة نفسها، كما تختلف بين ثغرة وأخرى، أحيانًا تحتاج الثغرة إلى الوقوف وسط نجمة خماسية محاطة بدائرة ومعها رمز بين (*)و(#)، أو دم مراهقة بكر، أو النوم في مكان معين أو سقوط في بئر، أحيانًا يكون الانتقال عنيفًا ويحتاج إلى ضجة وصخب عنيفين وأحيانًا يكون سلسلاً وغير عنيف.

## هوامش
1. ↑  أحمد خالد توفيق، د. ما أمام الطبيعة. فانتازيا - 35. روايات مصرية للجيب. المؤسسة العربية الحديثة.